# Cinque prove mortali
Cinque prove mortali (Trials of Death) è il quinto libro della Saga di Darren Shan e il secondo capitolo della trilogia del Picco dei Vampiri dello scrittore inglese Darren Shan.

## Trama
Darren Shan sta per compiere i Triboli di Iniziazione, una serie di prove mortali a cui in passato i vampiri erano costretti a sottoporsi per mettersi alla prova con i Principi, mentre al momento sono utilizzati solo dai vampiri che vogliono diventare generali o che desiderano dimostrare la propria forza. Darren, invece, li deve compiere per guadagnarsi il rispetto dell'intera razza di vampiri a causa della decisione impulsiva del suo mentore, il signor Crepsley, di trasformarlo in un mezzo vampiro. Per prepararsi il ragazzo si allena con Vanez Blaze, maestro dei giochi della montagna.
Per il primo tribolo, il ragazzo deve scappare in tempo da un labirinto che si riempie progressivamente d'acqua trascinandosi dietro una grossa pietra e riesce a trovare l'uscita poco prima di annegare. Il secondo tribolo consiste nell'attraversare scalzo una delle molte caverne della montagna piena di stalattiti e stalagmiti affilate che rischiano di cadere in ogni momento.
Fortunatamente, subito dopo la seconda prova si svolge il Festival dei Non-Morti durante il quale non si possono svolgere attività ufficiali; pertanto Darren ha cinque giorni di riposo prima del terzo tribolo. Il ragazzo ha modo di curare le proprie ferite anche grazie a Crepsley e Seba Nile: quest'ultimo lo porta in una caverna nelle profondità della montagna dove si trovano centinaia di ragni e le cui ragantele hanno proprietà curative.
Per il terzo tribolo Darren deve superare la Sala del Fuoco, una sala di metallo coperta di fessure nel pavimento da cui escono periodiche gittate di fuoco. Il ragazzo deve sopravvivere nella stanza per almeno quindici minuti cercando di non farsi bruciare; si rivela essere una delle prove più dure e Darren sopravvive a malapena riportando gravissime ferite.
Nella quarta prova Darren deve affrontare dei cinghiali infuriati a cui è stato iniettato sangue di Vampiro Killer. È considerato un tribolo semplice dalla maggioranza dei vampiri, ma Darren si trova in difficoltà essendo solo un mezzo-vampiro e ferito dalla prova precedente. Riesce a uccidere uno degli animali, restando però intrappolato sotto il suo cadavere e fornendo un bersaglio facile al secondo. In quel momento interviene Harkat Mulds, il membro del Piccolo Popolo che ha accompagnato Darren e Crepsley nel viaggio al Picco dei Vampiri, il quale salta improvvisamente nell'arena e uccide il cinghiale. Ne deriva una discussione tra i Principi, dal momento che la prova non è stata completata e ciò implicherebbe l'esecuzione di Darren. Crepsley e Kurda, che presto diventerà un Principe, fanno notare che Harkat non è un vampiro e quindi non ci si può aspettare che segua le loro regole, inoltre il ragazzo sarebbe morto se non fosse intervenuto. Viene dato loro ragione, tuttavia Darren verrà ugualmente giustiziato per non aver superato i triboli.
Kurda va a trovare Darren mentre attende la morte imminente e lo incoraggia a fuggire dal Picco. Pur a malincuore conscio sia un atto indegno di un vampiro, il ragazzo segue Kurda lungo uno dei cunicoli nella montagna. Sono rintracciati da Gavner Purl che cerca di convincerli a tornare indietro, ma finisce per aggregarsi a loro; il trio finisce in una grotta piena di Vampiri Killer e Kurda convince Darren a scappare mentre lui e Purl combattono le creature. Nonostante inizialmente segua il suo consiglio, il ragazzo decide di tornare ad aiutarli e scopre Kurda mentre pugnala Gavner allo stomaco uccidendolo, rivelandosi dalla parte dei Vampiri Killer. Darren corre via trovandosi nella Sala dell'Ultimo Viaggio dove sono i vampiri morti sono gettati in un'impetuosa corrente fino a una cascata che li butta fuori dalla montagna. Non essendoci via d'uscita, il ragazzo cerca di superare il corso d'acqua con un balzo ma ci finisce dentro aggrappato a una roccia mentre i Vampiri Killer si avvicinano. Kurda cerca di aiutarlo dandogli la mano ma Darren, addolorato e furioso per il suo tradimento, la rifiuta e si lascia andare nella corrente.